# Jalapyphantes obscurus
Espèce
Jalapyphantes obscurus est une espèce d'araignées aranéomorphes de la famille des Linyphiidae.

## Distribution
Cette espèce est endémique de Colombie. Elle se rencontre dans les départements de Putumayo et de Cundinamarca.

## Description
La femelle holotype mesure 2,00 mm.
Le mâle décrit par Silva-Moreira et Hormiga en 2021 mesure 1,95 mm et la femelle 2,20 mm.

## Publication originale
- Millidge, 1991 : « Further linyphiid spiders (Araneae) from South America. » Bulletin of the American Museum of Natural History, no 205, p. 1-199 (texte intégral).